# Middleton (Gran Mánchester)
Middleton es una pequeña ciudad perteneciente al Metropolitan Borough of Rochdale, en el condado de Gran Mánchester, Inglaterra. Está situada sobre el río Irk, y limita al suroeste con la ciudad de Mánchester, y noreste con Rochdale, con una población total de 45.580 habitantes.
- Datos: Q2560244
- Multimedia: Middleton, Greater Manchester / Q2560244